# Association de l'Ouest de la MLS
Pour les articles homonymes, voir Conférence Ouest.
L’Association de l'Ouest de la MLS (en anglais : MLS Western Conference) est l'une des deux associations de la Major League Soccer (MLS), le championnat de football (soccer) d'Amérique du Nord. Elle compte actuellement quatorze équipes, ce nombre ayant varié au cours des différentes saisons. Elle est la contrepartie de l'Association de l'Est.

## Composition actuelle de l'association
- Austin FC
- Rapids du Colorado
- FC Dallas
- Dynamo de Houston
- Sporting de Kansas City
- Galaxy de Los Angeles
- Los Angeles FC
- Minnesota United
- Timbers de Portland
- Real Salt Lake
- Earthquakes de San José
- Sounders FC de Seattle
- St. Louis City
- Whitecaps de Vancouver

## Composition historique de l'association

### 1996-1997
L'année 1996 voit la création de la Major League Soccer à la suite de la promesse de US Soccer de créer une ligue professionnelle aux États-Unis, alors inexistante au moment de la Coupe du monde de football 1994.
- Rapids du Colorado
- Burn de Dallas
- Wiz de Kansas City (renommé Wizards de Kansas City en 1997)
- Galaxy de Los Angeles
- Clash de San José

### 1998-1999
Le Fire de Chicago rejoint l'Association de l'Ouest lors de l'expansion de 1998.
- Fire de Chicago
- Rapids du Colorado
- Burn de Dallas
- Wizards de Kansas City
- Galaxy de Los Angeles
- Clash de San José

### 2000-2001
Le championnat est réorganisé et passe de deux associations (Est et Ouest) à trois divisions (Est, Centre et Ouest).
Le Fire de Chicago et le Burn de Dallas sont donc déplacés dans la Division Centre. Le Clash de San José devient les Earthquakes de San José.
- Rapids du Colorado
- Wizards de Kansas City
- Galaxy de Los Angeles
- Earthquakes de San José

### 2002-2004
Les équipes du Fusion de Miami et du Mutiny de Tampa Bay disparaissent fin 2001. Dès lors, le championnat revient à son ancienne formule en deux associations.
- Rapids du Colorado
- Burn de Dallas
- Wizards de Kansas City
- Galaxy de Los Angeles
- Earthquakes de San José

### 2005
La Ligue repasse à 12 clubs avec l'arrivée du Chivas USA et du Real Salt Lake. Les Wizards de Kansas City passent alors dans l'Association de l'Est (pour équilibrer les deux groupes). Le Burn de Dallas devient le FC Dallas.
- Chivas USA
- Rapids du Colorado
- FC Dallas
- Galaxy de Los Angeles
- Real Salt Lake
- Earthquakes de San José

### 2006-2007
L'équipe de San José quitte en 2006 la Californie pour Houston au Texas. Elle est alors renommée le Dynamo de Houston.
- Chivas USA
- Rapids du Colorado
- FC Dallas
- Dynamo de Houston
- Galaxy de Los Angeles
- Real Salt Lake

### 2008
Après deux ans d'absence, les Earthquakes de San José font leur retour dans le championnat.
- Chivas USA
- Rapids du Colorado
- FC Dallas
- Dynamo de Houston
- Galaxy de Los Angeles
- Real Salt Lake
- Earthquakes de San José

### 2009-2010
En 2009, les Sounders FC de Seattle sont ajoutés à l'Association de l'Ouest.
- Chivas USA
- Rapids du Colorado
- FC Dallas
- Dynamo de Houston
- Galaxy de Los Angeles
- Real Salt Lake
- Earthquakes de San José
- Sounders FC de Seattle

### 2011-2014
Les Timbers de Portland et les Whitecaps de Vancouver, les 2 nouvelles équipes qui arrivent en MLS en 2011 intègrent cette association. Pour équilibrer les associations, le Dynamo de Houston passe dans l'Association de l'Est.
- Chivas USA
- Rapids du Colorado
- FC Dallas
- Galaxy de Los Angeles
- Timbers de Portland
- Real Salt Lake
- Earthquakes de San José
- Sounders FC de Seattle
- Whitecaps de Vancouver

### 2015-2016
Le Chivas USA disparaît. Le Sporting de Kansas City (dernière apparition en 2004) et le Dynamo de Houston (dernière apparition en 2010) réintègrent l'Association de l'Ouest.
- Rapids du Colorado
- FC Dallas
- Dynamo de Houston
- Sporting de Kansas City
- Galaxy de Los Angeles
- Timbers de Portland
- Real Salt Lake
- Earthquakes de San José
- Sounders FC de Seattle
- Whitecaps de Vancouver

### 2017
En 2017, le Minnesota United Football Club nouvelle franchise de MLS, intègre l'association.
- Rapids du Colorado
- FC Dallas
- Dynamo de Houston
- Sporting de Kansas City
- Galaxy de Los Angeles
- Minnesota United
- Timbers de Portland
- Real Salt Lake
- Earthquakes de San José
- Sounders FC de Seattle
- Whitecaps de Vancouver

### 2018-2019
En 2018, Los Angeles FC nouvelle franchise de MLS, intègre l'association.
- Rapids du Colorado
- FC Dallas
- Dynamo de Houston
- Sporting de Kansas City
- Galaxy de Los Angeles
- Los Angeles FC
- Minnesota United
- Timbers de Portland
- Real Salt Lake
- Earthquakes de San José
- Sounders FC de Seattle
- Whitecaps de Vancouver

### 2020
En 2020, le Nashville SC nouvelle franchise de MLS, intègre l'association. mais a déménagé à l'Est depuis le MLS is Back Tournament jusqu'à la fin de saison 2020.
- Rapids du Colorado
- FC Dallas
- Dynamo de Houston
- Sporting de Kansas City
- Galaxy de Los Angeles
- Los Angeles FC
- Minnesota United
- Timbers de Portland
- Real Salt Lake
- Earthquakes de San José
- Sounders FC de Seattle
- Whitecaps de Vancouver

### 2021
En 2021, l'Austin FC nouvelle franchise de MLS, intègre l'association.
- Austin FC
- Rapids du Colorado
- FC Dallas
- Dynamo de Houston
- Sporting de Kansas City
- Galaxy de Los Angeles
- Los Angeles FC
- Minnesota United
- Timbers de Portland
- Real Salt Lake
- Earthquakes de San José
- Sounders FC de Seattle
- Whitecaps de Vancouver

### 2022
Avec l'arrivée dans la ligue du Charlotte FC, le Nashville SC retourne dans l'Ouest après une brève apparition en 2020.
- Austin FC
- Rapids du Colorado
- FC Dallas
- Dynamo de Houston
- Sporting de Kansas City
- Galaxy de Los Angeles
- Los Angeles FC
- Minnesota United
- Nashville SC
- Timbers de Portland
- Real Salt Lake
- Earthquakes de San José
- Sounders FC de Seattle
- Whitecaps de Vancouver

### 2023-2024
Avec l'arrivée dans la ligue de St. Louis City, le Nashville SC retourne dans l'Est.
- Austin FC
- Rapids du Colorado
- FC Dallas
- Dynamo de Houston
- Sporting de Kansas City
- Galaxy de Los Angeles
- Los Angeles FC
- Minnesota United
- Timbers de Portland
- Real Salt Lake
- Earthquakes de San José
- Sounders FC de Seattle
- St. Louis City
- Whitecaps de Vancouver

### 2025
Le San Diego FC arrive dans la ligue.
- Austin FC
- Rapids du Colorado
- FC Dallas
- Dynamo de Houston
- Sporting de Kansas City
- Galaxy de Los Angeles
- Los Angeles FC
- Minnesota United
- Timbers de Portland
- Real Salt Lake
- San Diego FC
- Earthquakes de San José
- Sounders FC de Seattle
- St. Louis City
- Whitecaps de Vancouver

## Palmarès
Légende
- Leader d'association (saison régulière) : équipe finissant en tête de l'association en saison régulière
- MLS Supporters' Shield : meilleure équipe du championnat en saison régulière
- Champion de l'association (séries éliminatoires) : équipe vainqueur de l'association de l'Ouest à l'issue des séries éliminatoires
- Coupe MLS : vainqueur du championnat
- Les tirets signifient que les vainqueurs ne se situent pas dans l'association de l'Ouest.

| Année | Leader d'association (S.R.) | MLS Supporters' Shield  | Champion d'association (S.E.) | Vainqueur de la Coupe MLS |
| ----- | --------------------------- | ----------------------- | ----------------------------- | ------------------------- |
| 1996  | Galaxy de Los Angeles       | -                       | Galaxy de Los Angeles         | -                         |
| 1997  | Wizards de Kansas City      | -                       | Rapids du Colorado            | -                         |
| 1998  | Galaxy de Los Angeles       | Galaxy de Los Angeles   | Fire de Chicago               | Fire de Chicago           |
| 1999  | Galaxy de Los Angeles       | -                       | Galaxy de Los Angeles         | -                         |
| 2000  | Wizards de Kansas City      | Wizards de Kansas City  | [ note 1 ]                    | Wizards de Kansas City    |
| 2001  | Galaxy de Los Angeles       | -                       | [ note 1 ]                    | Earthquakes de San José   |
| 2002  | Galaxy de Los Angeles       | Galaxy de Los Angeles   | Galaxy de Los Angeles         | Galaxy de Los Angeles     |
| 2003  | Earthquakes de San José     | -                       | Earthquakes de San José       | Earthquakes de San José   |
| 2004  | Wizards de Kansas City      | -                       | Wizards de Kansas City        | -                         |
| 2005  | Earthquakes de San José     | Earthquakes de San José | Galaxy de Los Angeles         | Galaxy de Los Angeles     |
| 2006  | FC Dallas                   | -                       | Dynamo de Houston             | Dynamo de Houston         |
| 2007  | Chivas USA                  | -                       | Dynamo de Houston             | Dynamo de Houston         |
| 2008  | Dynamo de Houston           | -                       | Red Bulls de New York         | -                         |
| 2009  | Galaxy de Los Angeles       | -                       | Galaxy de Los Angeles         | Real Salt Lake            |
| 2010  | Galaxy de Los Angeles       | Galaxy de Los Angeles   | FC Dallas                     | Rapids du Colorado        |
| 2011  | Galaxy de Los Angeles       | Galaxy de Los Angeles   | Galaxy de Los Angeles         | Galaxy de Los Angeles     |
| 2012  | Earthquakes de San José     | Earthquakes de San José | Galaxy de Los Angeles         | Galaxy de Los Angeles     |
| 2013  | Timbers de Portland         | -                       | Real Salt Lake                | -                         |
| 2014  | Sounders FC de Seattle      | Sounders FC de Seattle  | Galaxy de Los Angeles         | Galaxy de Los Angeles     |
| 2015  | FC Dallas                   | -                       | Timbers de Portland           | Timbers de Portland       |
| 2016  | FC Dallas                   | FC Dallas               | Sounders FC de Seattle        | Sounders FC de Seattle    |
| 2017  | Timbers de Portland         | -                       | Sounders FC de Seattle        | -                         |
| 2018  | Sporting de Kansas City     | -                       | Timbers de Portland           | -                         |
| 2019  | Los Angeles FC              | Los Angeles FC          | Sounders FC de Seattle        | Sounders FC de Seattle    |
| 2020  | Sporting de Kansas City     | -                       | Sounders FC de Seattle        | -                         |
| 2021  | Rapids du Colorado          | -                       | Timbers de Portland           | -                         |
| 2022  | Los Angeles FC              | Los Angeles FC          | Los Angeles FC                | Los Angeles FC            |
| 2023  | St. Louis City              | -                       | Los Angeles FC                | -                         |
| 2024  | Galaxy de Los Angeles       | -                       | Galaxy de Los Angeles         | Galaxy de Los Angeles     |